# Zingiber monglaense
Zingiber monglaense är en enhjärtbladig växtart som beskrevs av Sen Jen Chen och Z.Y.Chen. Zingiber monglaense ingår i släktet Zingiber och familjen Zingiberaceae. Inga underarter finns listade i Catalogue of Life.